# 卡特戈拉
卡特戈拉（Katghora），是印度恰蒂斯加尔邦Korba县的一个城镇。总人口18534（2001年）。

## 人口
该地2001年总人口18534人，其中男性9499人，女性9035人；0—6岁人口2862人，其中男1448人，女1414人；识字率61.98%，其中男性为71.90%，女性为51.54%。